# Ржевское княжество
Ржевское княжество — удельное княжество с центром в городе Ржев.
Существовало с конца XIII века до как минимум 1315 года, после чего было подчинено Великим княжеством Литовским. Ржевское княжество располагалось на территории современных Тверской и Смоленской областей от Ржева до озёр Селигер и Вселуг.

## История
Выгодное географическое положение создавало прекрасные условия для развития торговли. Но близость к западным рубежам русских земель придавала городу важное оборонное значение. На протяжении XIII—XIV веков жизнь города-крепости была весьма нелёгкой. Владевший Ржевом становился обладателем и мощной крепости и части важного торгового пути. За город шла упорная борьба — на протяжении своего существования Ржевская земля постоянно являлась предметом спора смоленских, московских, тверских, новгородских и литовских князей.
Первоначально Ржев входил в состав Смоленского княжества. В 1168 году  оказался включён в состав Торопецкого княжества, выделенного для Мстислава Ростиславича Храброго. В составе Торопецкого княжества Ржев оставался до смерти в 1226 году князя Давыда Мстиславича. Торопецкое княжество унаследовал его брат Мстислав Удатный, а Ржев был передан другому брату — Владимиру, а после его смерти Ржевом возможно управлял его сын Ярослав. Возможно, что потом Ржевом управлял сын Ярослава, неизвестный по имени.
Во второй половине XIII века торопецкая ветвь угасла, после чего Ржевское княжество перешло под управление Фоминских князей, входило во владения московского князя в числе удельных городов. В 1314 год во главе удела находился князь Фёдор Юрьевич, у которого в 1315 году удел был конфискован великим князем Михаилом Ярославичем.
По мнению Н. Д. Квашнина-Самарина, Ржевское княжество после конфискации его у Фёдора Юрьевича было передано его племяннику — Фёдору Константиновичу Меньшому, а затем княжеством управлял его сын Фёдор. Фёдор Фёдорович передал свой удел великому князю, а сам с детьми перебрался в Москву. Потомки Фёдора Фёдоровича сохранили прозвание Ржевские и служили московским князьям, однако при этом утратили княжеский титул.

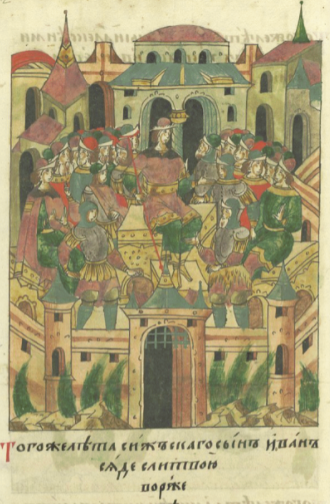
"Того же лета Сижьскаго сын Иван сяде с Литвою во Ржеве"

Тверские и новгородские князья, чьи владения подступали непосредственно к Ржеву, не раз пытались отнять его у Москвы. В XIV веке за город развернулась борьба между Москвой и Литвой, и несколько раз он переходил из рук в руки. В 1356 году Ржев был захвачен великим князем литовским Ольгердом; литовцы посадили в Ржеве Ивана, сына князя Сижского («Сижского сын Иван седе с Литвою во Ржеве»). В. А. Кучкин понимает это известие как свидетельство того, что литовцы тогда впервые захватили Ржев. Через два года отбит войсками великого князя Ивана II Красного. В 1359 году Ржев на девять лет оказался вновь во владении Литвы, и лишь в 1368 году Москва опять присоединяет его к своим землям. В 1376 году Ржев упоминается опять как литовское владение, а участие ржевской рати в походе Дмитрия Донского на Новгород в 1386 году указывает о принадлежности города в то время Москве.
В дальнейшем Ржев ещё много раз менял владетелей, будучи хорошей «разменной монетой» в политических играх князей. Так, по договору 1390 году между князем Василием I и Владимиром Андреевичем Серпуховским Ржев отошёл последнему. В начале XV века Василий I выменивает у Владимира Серпуховского Ржев на Углич, возводит в городе новые укрепления и отдаёт его «в кормление» литовскому князю Свидригайле Ольгердовичу, перешедшему на сторону Москвы — Ржев с прилегающей территорией  управлялся Свидригайлой в 1408—1410 годах, после чего вновь перешёл к Москве. В начале 40-х годов XV века город принадлежал Дмитрию Шемяке. Во время борьбы за московский престол великий князь Василий II, ослеплённый Дмитрием Шемякой и скрывавшийся от него в Твери, дарит Ржев князю Борису Тверскому — в 1447—1460 гг Ржев был частью Тверского княжества. Жителям Ржева пришёлся не по нраву князь Борис, и они взбунтовались. Борису пришлось силой доказывать своё право на власть. После многодневной осады Ржев был взят тверским князем. Произошло это в 1446 году, а через два года Ржев опять захватила Литва. По мирному договору 1449 года Литвы с Тверью город был возвращён тверскому князю. С его смертью Ржев, который Волга делила на две части, был поделён между двумя его сыновьями, и только в 1521 году по причине бездетности их потомков этот многострадальный город окончательно отошёл великому московскому князю; таким образом, в 1462—1526 годах Ржевское княжество было уделом ближайших родственников Великих князей Московских. После Ржев стал управляться московскими наместниками и потерял все владетельные права.

## Список князей Ржевских
Торопецкая линия Смоленских князей
- Владимир Мстиславич (до 1178—1226/1233), князь псковский в 1208—1212, 1215—1222, князь ржевский (?) с 1226
- Ярослав Владимирович (ум. 1245), князь новоторжский и псковский, князь Ржевский (?)
- N Ярославич (Ярополк?), князь Ржевский (?)

Фоминская линия Смоленских князей
- Юрий Константинович, князь Фоминский и Ржевский
- Фёдор Юрьевич (ум. 1348), князь Фоминский, князь Ржевский ?—1315, сын предыдущего
- Фёдор Константинович Меньшой (ум. в 1-й половине XIV века), князь Фоминский и Березуйский, князь Ржевский (с 1315?), племянник предыдущего
- Фёдор Фёдорович (ум. во второй половине XIV века), сын предыдущего